# Епархия Бизарцио
Епархия Бизарцио (лат. Dioecesis Bisarchiensis) — упразднённая в 1503 году епархия, в настоящее время титулярная епархия Римско-Католической церкви.

## История
Епархия Бизарцио на Сардинии была создана около X века. Первый документ о епархии Бизарцио относится к концу XI века. Епархия включала в себя современные населённые пункты Ардара, Нугеду-Сан-Николо, Оцьери и Тула.
В XV веке город Бизарцио пришёл в упадок и кафедра епископа была перенесена в город Ардара. 8 декабря 1503 года Римский папа Пий VII издал буллу «Divina disponente», которой упразднил епархию Бизарцио. Город Бизарцио сегодня не существует, но сохранился Собор святого Антиоха Сардинского.
В 1915 году на месте бывшей епархии Бизарцио была учреждена епархия Оцьери.
С 1997 года епархия Бизарцио является титулярной епархией Римско-Католической церкви.

## Титулярные епископы
- епископ Марио Франческо Помпедда (29.11.1997 — 21.02.2001) — выбран кардиналом;
- епископ Джампаоло Крепальди (3.03.2001 — 4.07.2009);
- Марио Тозо S.D.B[1] (22.10.2009 — по настоящее время).

## Источник
- Annuario Pontificio, Libreria Editrice Vaticana, Città del Vaticano, 2003, стр. 776, ISBN 88-209-7422-3